# Гилон, Илан
Ила́н Гило́н (ивр. אילן גילאון‎; 12 мая 1956, Галац — 1 мая 2022, Рамат-Ган, Тель-Авивский округ) — израильский политик, депутат кнессета от партии «Мерец».

## Биография
Илан Гилон родился в Румынии в 1956 году, позже репатриировался в Израиль. Поступил в Иерусалимский университет, изучал политологию и международные отношения, но обучение не окончил.
В 1986 году возглавлял молодёжное движение партии «МАПАМ», в 1988—1992 годах координировал молодёжь внутри самой партии «МАПАМ». В 1992 году перешёл в «Мерец», где продолжал ту же самую работу до 1993 года.
Работал заместителем мэра Ашдода в 1993—1999 годах.
Впервые был избран в кнессет в 1999 году (кнессет 15-го созыва). Занимал восьмое место в партийном списке, партия получила десять мандатов, прошёл в кнессет. Работал в комиссии по экономике, особой комиссии по делам иностранных рабочих, комиссии по правам ребёнка и комиссии по труду, благосостоянию и здравоохранению.
На выборах в кнессет в 2003 и 2006 годах занимал седьмое и восьмое место в списке партии, но, так как количество мандатов партии сокращалось, в кнессет не попадал.
Перед выборами в кнессет 18-го созыва занял второе место в партийном списке «Мерец», прошёл в кнессет, так как партия получила три мандата. Возглавил фракцию «Мерец», вошёл в состав комиссии кнессета и комиссии по труду, благосостоянию и здравоохранению. Возглавил лобби в защиту людей с ограничениями и общественное лобби. Работал в лобби для спасения Мёртвого моря, лобби в интересах общества и окружающей среды, лобби в поддержку равенства граждан и плюрализма, лобби для продвижения решения о двух государствах и разделения между Израилем и палестинцами и лобби по культуре.
Когда в феврале 2012 года он баллотировался в лидеры «Мерец», бывший лидер партии Шуламит Алони назвала Гилона занудой, оказав поддержку Захаве Гальон. В конце концов лидером партии стала Гальон, которая получила 506 голосов, а Гилон — только 306.
Илан Гилон был женат, отец четверых детей, проживал в Ашдоде. Помимо иврита владел румынским, английским и французским языками.
Скончался 1 мая 2022 года.